# Michael Roth (baseball)
Pour les articles homonymes, voir Michael Roth et Roth.
Michael Roth (né le 15 février 1990 à Greer, Caroline du Sud, États-Unis) est un lanceur gaucher des Ligues majeures de baseball. En avril 2017, il est sous contrat avec les Giants de San Francisco.

## Carrière
Michael Roth évolue pour les Gamecocks de l'Université de Caroline du Sud. Il est repêché par les Indians de Cleveland au 31e tour de sélection en 2011 mais ne signe pas avec la franchise et choisit de retourner avec son club universitaire. En juin 2012, il est repêché par les Angels de Los Angeles en 9e ronde et est mis sous contrat. Champion des College World Series en 2010 et 2011 avec son université, Roth, dont la mère est née à Kettering en Angleterre, participe en 2012 au tournoi de qualifications pour la Classique mondiale de baseball 2013 avec l'Équipe du Royaume-Uni.
Après avoir commencé sa carrière professionnelle au niveau recrue des ligues mineures en 2012, Roth amorce la saison 2013 avec le club-école Double-A des Angels. Il est rappelé des mineures pour la première fois deux semaines après le début de la saison 2013 et fait ses débuts dans le baseball majeur le 13 avril 2013. Amené comme lanceur de relève contre les Astros de Houston, il retire sur des prises quatre adversaires en deux manches pour mériter la victoire. Assigné à l'enclos de relève, il effectue un premier départ comme lanceur partant le 24 avril suivant mais encaisse la défaite face à Yu Darvish et les Rangers du Texas. Roth lance 32 manches et un tiers en deux saisons chez les Angels. En 2013 et 2014, il apparaît au total dans 22 matchs, dont 21 comme lanceur de relève. Il accorde cependant 28 points sur 40 coups sûrs pour une moyenne de points mérités de 7,79.
Le 6 janvier 2015, Roth signe un contrat des ligues mineures avec les Indians de Cleveland. Il passe l'entière saison 2015 avec les Clippers de Columbus, club-école des Indians.
Le 21 février 2016, il est mis sous contrat par les Rangers du Texas.